# Quatelbach
Le Quatelbach est un cours d'eau français artificiel qui baigne la plaine d'Alsace.
Il a été réalisé au Moyen Âge pour alimenter les moulins sur son passage.
Il doit son nom (Kett'l = Catherine, Bach = ruisseau) à la duchesse Catherine d'Autriche (1378-1425), fille de Philippe II de Bourgogne.
Il est capté à Mulhouse à l'extrémité Nord du Nouveau bassin près de la sculpture « Les Colonnes de Raynaud », et se termine à Neuf-Brisach.
Vauban l'utilisa comme rigole alimentaire pour le canal de Neuf-Brisach construit en 1699.
Comme la partie Ouest du canal a été comblée en 1703, il forme en quelque sorte la prolongation du Quatelbach (d'Ensisheim à Neuf-Brisach).
Ses eaux continuent d'ailleurs au nord de Neuf-Brisach (canal de Vauban-Widensolen) et se jettent dans la Blind. Elles rejoignent finalement l'Ill à la hauteur de Sélestat.
Sa longueur jusqu'à Neuf-Brisach est d'environ 36 km.
Il arrose les communes de Mulhouse, Illzach, Sausheim, Baldersheim, Battenheim, Ensisheim, Réguisheim, Meyenheim, Oberentzen, Niederentzen, Biltzheim, Oberhergheim, Sainte Croix en Plaine, Weckolsheim, Neuf-Brisach.

## Le Turcherle du Viertelsteg
Non loin d'Illzach, le pont qui enjambait le Quatelbach était habité par un esprit taquin qui aspergeait ou attirait dans le ruisseau le passant imprudent (tunken = tremper en alsacien).